# القفل (حورة)

'

تعديل مصدري - تعديل

القفل هي إحدى قرى عزلة حوره بمديرية حورة التابعة لمحافظة حضرموت، بلغ تعداد سكانها 521 نسمة حسب تعداد اليمن لعام 2004.